# The Future Is Now
The Future Is Now è il primo album del gruppo hip hop statunitense Non Phixion, pubblicato nel 2002. Il gruppo underground newyorkese si avvale di una produzione esperta, ottenendo basi da DJ Premier, Large Professor, Pete Rock e The Beatnuts. Necro produce gran parte del disco. L'esordio dei Non Phixion è pubblicato dalla Landspeed e dall'etichetta di Ill Bill, Uncle Howie Records. Nel 2014 è ripubblicato dalla Get on Down e nel 2017 dalla Fat Beats Records.
| Recensione | Giudizio |
| ---------- | -------- |
| AllMusic   | [ 1 ]    |
| RapReviews | [ 2 ]    |

## Tracce
| #  | Title                                   | Producer(s)     | Featuring                                                                  |
| -- | --------------------------------------- | --------------- | -------------------------------------------------------------------------- |
| 1  | "Futurama"                              | Necro           |                                                                            |
| 2  | "Drug Music"                            | Large Professor |                                                                            |
| 3  | "The C.I.A. is Trying to Kill Me"       | Necro           |                                                                            |
| 4  | "If You Got Love"                       | Pete Rock       |                                                                            |
| 5  | "There Is No Future"                    | Necro           | Necro                                                                      |
| 6  | "Uncle Howie"                           |                 |                                                                            |
| 7  | "Rock Stars"                            | DJ Premier      |                                                                            |
| 8  | "Say Goodbye to Yesterday"              | Necro           |                                                                            |
| 9  | "Black Helicopters"                     | Necro           |                                                                            |
| 10 | "Strange Universe"                      | Necro           | MF DOOM                                                                    |
| 11 | "Cult Leader"                           | Dave One        |                                                                            |
| 12 | "It's Us"                               | Large Professor |                                                                            |
| 13 | "Suicide Bomb"                          | JuJu            | Al' Tariq, Marley Metal, Moonshine & The Beatnuts                          |
| 14 | "Where You Wanna Go"                    |                 |                                                                            |
| 15 | "We Are the Future"                     | Large Professor |                                                                            |
| 16 | "The C.I.A. is Still Trying to Kill Me" | T-Ray, Necro    | Christian of Fear Factory, Raymond of Fear Factory & Steph of The Deftones |

## Classifiche settimanali
| Classifica (2002)         | Posizione massima |
| ------------------------- | ----------------- |
| US Heatseekers Albums     | 14                |
| US Independent Albums     | 14                |
| US Top R&B/Hip-Hop Albums | 65                |